# 衛斯理衛理公會
衛斯理衛理公會（英語：Wesleyan Methodist Church）是英國循道宗中信眾人數較多的教派，在約翰·衛斯理去世後衛斯理衛理公會與英格蘭教會分離，並出現了新的衛理公會運動。衛斯理衛理公會中的「衛斯理」一詞將其與威爾斯加爾文衛理公會和原始衛理公會運動區分開來，原始衛理公會於1807年從衛斯理派中分離出來。衛斯理衛理公會堅持阿民念主義，與喬治·懷特腓、亨廷頓伯爵夫人以及威爾斯循理派大復興先驅豪威爾·哈里斯和丹尼爾·羅蘭所信奉的加爾文主義形成鮮明對比。